# Eurovision Song Contest 1959
Eurovision Song Contest 1959, česky také Velká cena Eurovize 1959 (či jen Eurovize 1959), byl 4. ročník soutěže Eurovision Song Contest, který se konal v Cannes ve Francii, a to díky vítězství francouzského zpěváka Andrého Claveaua s písní „Dors, mon amour“ na předchozím ročníku. Soutěž, organizovaná Evropskou vysílací unií (EVU) a stanicí Radiodiffusion-Télévision Française (RFT), se konala v Palais des Festivals et des Congrès 11. března 1959, moderátorkou přenosu byla Jacqueline Joubert.
Soutěže se zúčastnilo 11 zemí, což je o jeden stát více oproti předchozímu ročníku. Monako na soutěži debutovalo, Spojené království se vrátilo po roční pauze a Lucembursko ze soutěže odstoupilo.
Vítězem se stal nizozemský zpěvák Teddy Scholten s písní „Een beetje“. Jednalo se o druhé vítězství země, která celkově získala 21 bodů.

## Formát
Každou zemi reprezentoval jeden interpret, na pódiu mohli být maximálně dva lidé. Každá země mohla mít vlastního dirigenta.
O výsledku rozhodovali porotci – za každou zemi rozhodovalo 10 porotců, každý z nich dal jeden bod jedné skladbě. Nově nemohli být členy porot profesionální vydavatelé a skladatelé.
Los, který určil pořadí vystupujících, proběhl 9. března 1959.

## Dirigenti
Každé představení mělo dirigenta, který orchestr řídil.
- Francie – Franck Pourcel
- Dánsko – Kai Mortensen
- Itálie – William Galassini
- Monako – Franck Pourcel
- Nizozemsko – Dolf van der Linden
- Německo – Franck Pourcel
- Švédsko – Franck Pourcel
- Švýcarsko – Franck Pourcel
- Rakousko – Franck Pourcel
- Spojené království – Eric Robinson
- Belgie – Francis Bay

## Navrátivší interpreti
Soutěže se zúčastnili dva interpreti, kteří se již představili v některém z předchozích ročníků: Birthe Wilke, která reprezentovala Dánsko v roce 1957, kdy skončila na 3. místě; a Domenico Modugno, který reprezentoval Itálii v roce 1958 a také získal 3. místo.

## Výsledky
| Pořadí | Země               | Interpret                  | Skladba                           | Jazyk         | Umístění | Body |
| ------ | ------------------ | -------------------------- | --------------------------------- | ------------- | -------- | ---- |
| 1.     | Francie            | Jean Philippe              | „Oui, oui, oui, oui“              | francouzština | 3.       | 15   |
| 2.     | Dánsko             | Birthe Wilke               | „Uh, jeg ville ønske jeg var dig“ | dánština      | 5.       | 12   |
| 3.     | Itálie             | Domenico Modugno           | „Piove“                           | italština     | 6.       | 9    |
| 4.     | Monako             | Jacques Pills              | „Mon ami Pierrot“                 | francouzština | 11.      | 1    |
| 5.     | Nizozemsko         | Teddy Scholten             | „Een beetje“                      | nizozemština  | 1.       | 21   |
| 6.     | Německo            | Alice & Ellen Kessler      | „Heut' woll'n wir tanzen geh'n“   | němčina       | 8.       | 5    |
| 7.     | Švédsko            | Brita Borg                 | „Augustin“                        | švédština     | 9.       | 4    |
| 8.     | Švýcarsko          | Christa Williams           | „Irgendwoher“                     | němčina       | 4.       | 14   |
| 9.     | Rakousko           | Ferry Graf                 | „Der K. und K. Kalypso aus Wien“  | němčina       | 9.       | 4    |
| 10.    | Spojené království | Pearl Carr & Teddy Johnson | „Sing Little Birdie“              | angličtina    | 2.       | 16   |
| 11.    | Belgie             | Bob Benny                  | „Hou toch van mij“                | nizozemština  | 6.       | 9    |

### Detailní výsledky
|      |                    | Celkem | Belgie | Spojené království | Rakousko | Švýcarsko | Švédsko | Německo | Nizozemsko | Monako | Itálie | Dánsko | Francie |
| ---- | ------------------ | ------ | ------ | ------------------ | -------- | --------- | ------- | ------- | ---------- | ------ | ------ | ------ | ------- |
| Země | Francie            | 15     | 2      |                    | 1        | 1         |         | 4       |            | 2      | 1      | 4      |         |
| Země | Dánsko             | 12     |        | 2                  | 2        | 1         | 4       |         | 1          | 1      | 1      |        |         |
| Země | Itálie             | 9      | 1      |                    |          | 3         | 1       |         |            | 1      |        |        | 3       |
| Země | Monako             | 1      |        |                    | 1        |           |         |         |            |        |        |        |         |
| Země | Nizozemsko         | 21     | 3      | 1                  | 3        |           |         | 2       |            | 1      | 7      |        | 4       |
| Země | Německo            | 5      | 1      |                    |          | 1         |         |         |            |        | 1      |        | 2       |
| Země | Švédsko            | 4      |        |                    |          |           |         |         | 3          |        |        | 1      |         |
| Země | Švýcarsko          | 14     | 1      | 5                  | 1        |           | 3       | 1       |            | 1      |        | 2      |         |
| Země | Rakousko           | 4      |        |                    |          | 1         | 2       |         |            | 1      |        |        |         |
| Země | Spojené království | 16     | 2      |                    | 2        | 3         |         |         | 5          | 2      |        | 1      | 1       |
| Země | Belgie             | 9      |        | 2                  |          |           |         | 3       | 1          | 1      |        | 2      |         |